# Jardin de l'Hospice-Debrousse
Pour les articles homonymes, voir Debrousse.
Le jardin de l'Hospice-Debrousse est un espace vert du 20e arrondissement de Paris.

## Situation et accès
Ce jardin public est situé au no 148 rue de Bagnolet, à l'angle de la rue des Balkans.
Le jardin de l'Hospice-Debrousse est desservi par la ligne 3 à la station Porte de Bagnolet.

## Historique
Le jardin de l'Hospice-Debrousse est ouvert en 1982, sur une partie de l'ancien parc du château de Bagnolet.
À partir de 1770 le domaine est morcelé et le château est démoli. L'hospice Alquier-Debrousse y est fondé en 1884 par l'Assistance publique grâce au legs de la veuve du baron Alquier, Marie-Catherine Debrousse (d) (1841-1883).

## Bâtiments remarquables et lieux de mémoire
- Le pavillon de l'Ermitage qui est le seul vestige de l'ancien domaine du château de Bagnolet et la dernière folie parisienne de style Régence.

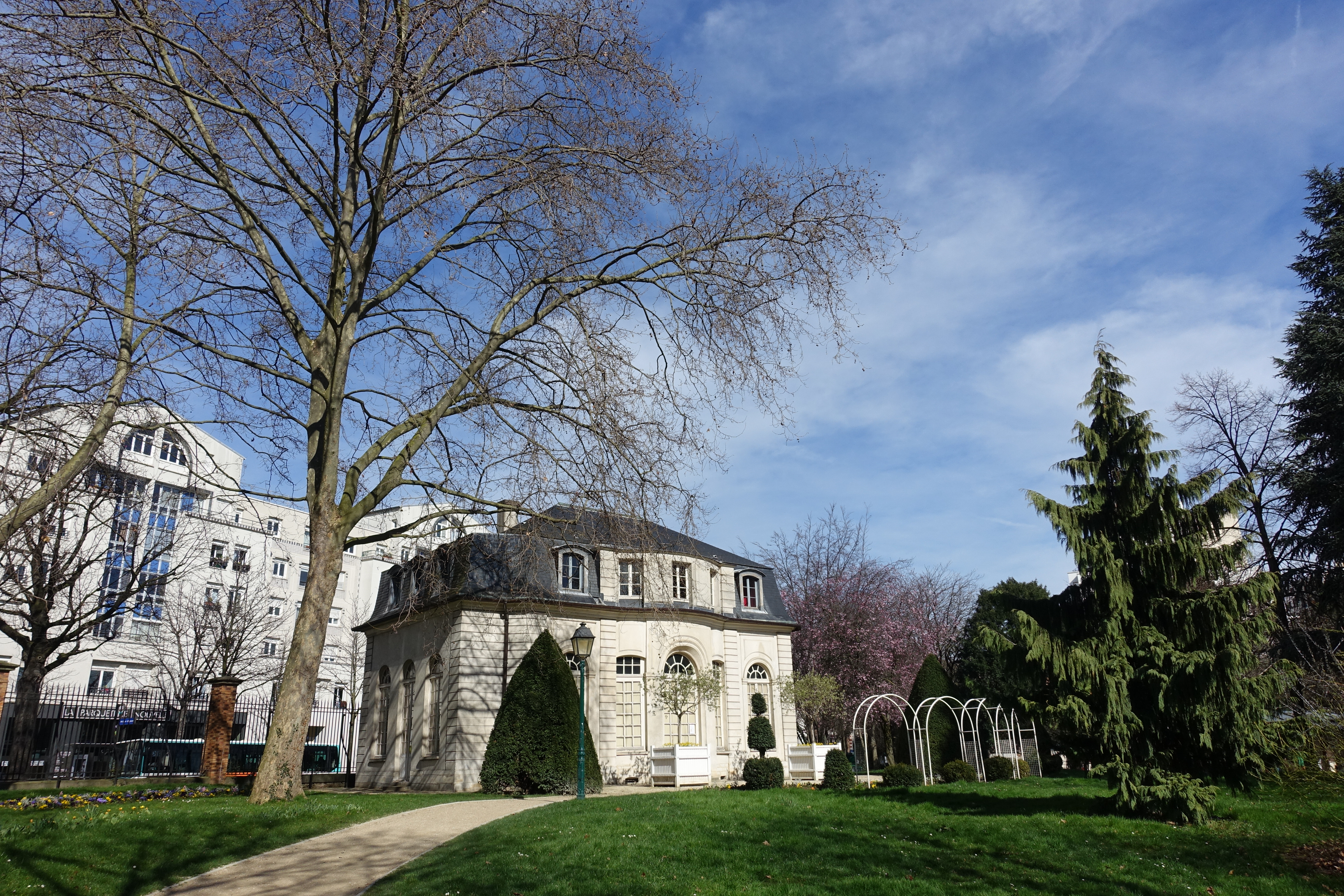
Le pavillon de l'Ermitage en hiver.
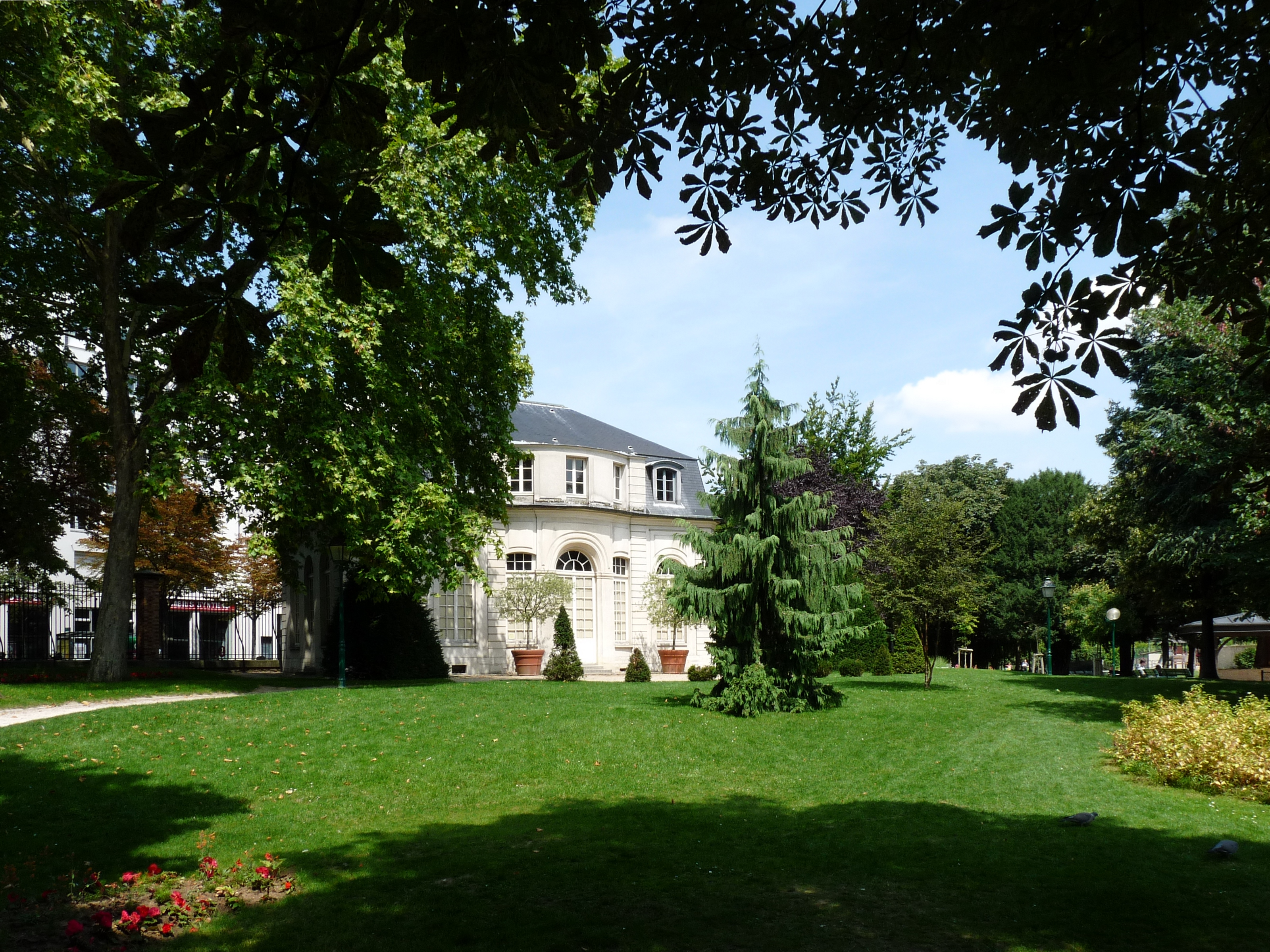
Le pavillon de l'Ermitage en été.
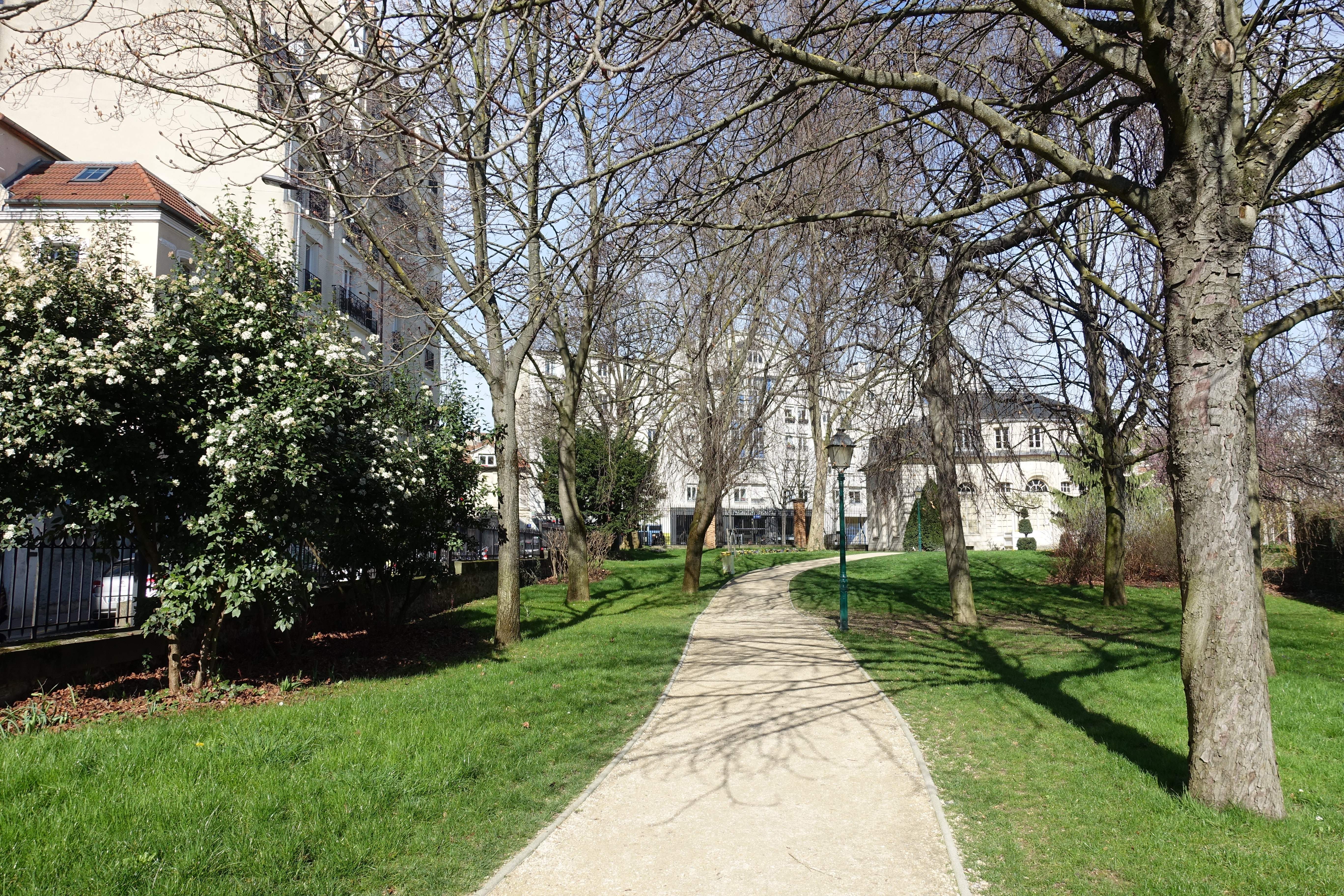
Le jardin et le pavillon de l'Ermitage.
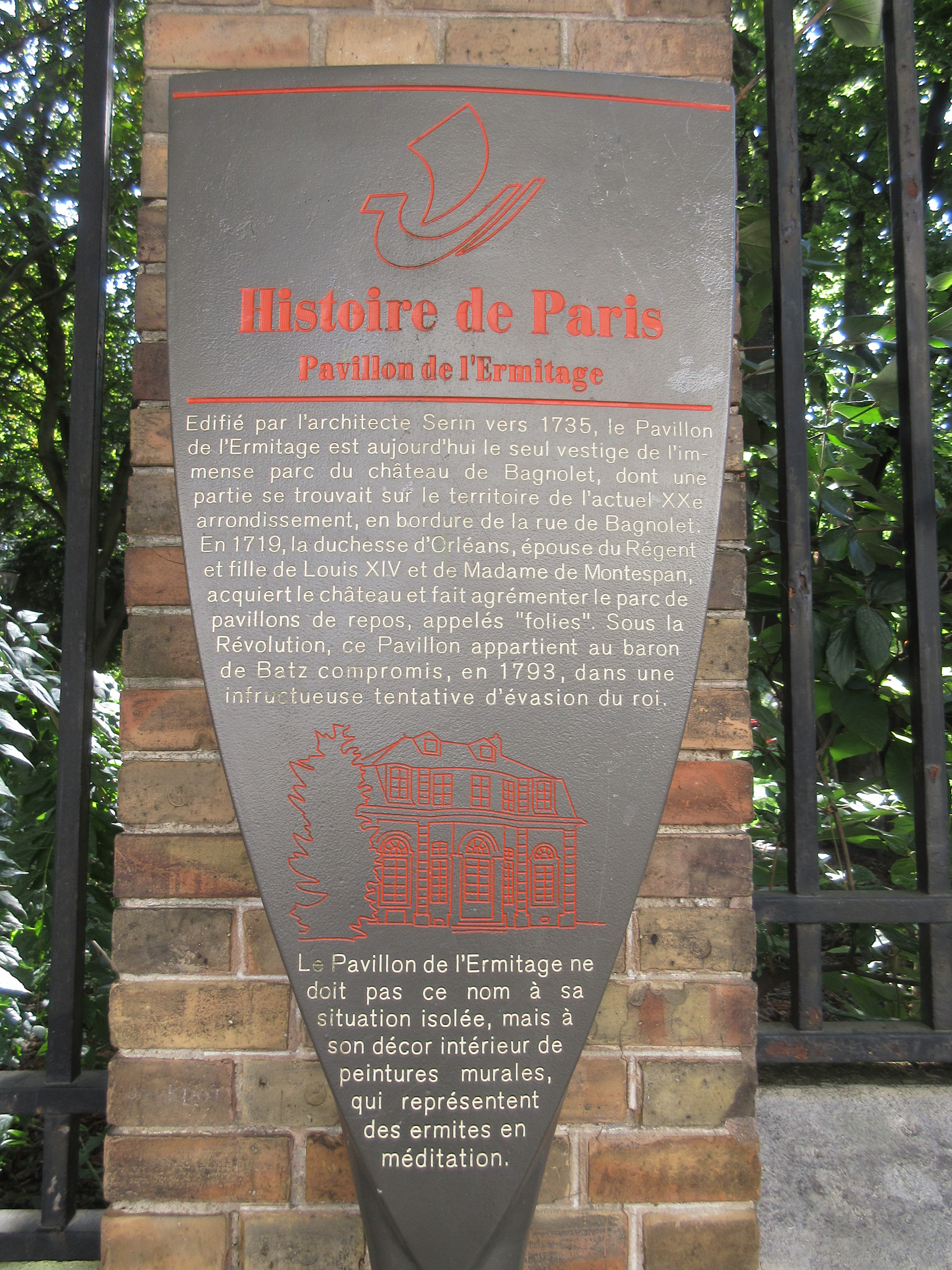
Panneau Histoire de Paris.